# Развилка (приток Грачёвки)
Развилка — река в России, протекает по Ставропольскому краю. Устье реки находится в 48 км по левому берегу реки Грачёвка. Длина реки составляет 20 км, площадь водосборного бассейна — 81,8 км².

## Данные водного реестра
По данным государственного водного реестра России относится к Донскому бассейновому округу, водохозяйственный участок реки — Калаус, речной подбассейн реки — бассейн притоков Дона ниже впадения Северского Донца. Речной бассейн реки — Дон (российская часть бассейна).
Код объекта в государственном водном реестре — 05010500212108200000926.